# 177. vojaškopolicijska brigada (ZDA)
177. vojaškopolicijska brigada (izvirno angleško 177th Military Police Brigade) je bila vojaškopolicijska brigada Kopenske vojske Združenih držav Amerike.